# Lynx rufus gigas
Lynx rufus gigas es la subespecie más grande de lince rojo (Lynx rufus). Habita en las llanuras de Estados Unidos.